# Supercopa Sul-Americana dos Campeões Intercontinentais de 1968
A Supercopa Sul-Americana dos Campeões Intercontinentais, também chamada de Recopa Sul-Americana, foi uma eliminatória organizada pela CONMEBOL, em 1968. Foi disputada por todos os times sul-americanos campeões da Taça Intercontinental até então, em sistema de pontos corridos. Os participantes foram Santos, Peñarol e Racing.
O Santos foi o primeiro lugar entre os sul-americanos e, posteriormente, campeão da Recopa Intercontinental de 1968 contra a Internazionale. Em seu site, a CONMEBOL a citou apenas como "zona Sudamericana". A CONMEBOL cita em sua lista de competições oficiais apenas um título, o da Recopa Intercontinental.
O Santos guarda um troféu pela conquista, que é igual ao da Copa Libertadores. Em 2005, a CONMEBOL decidiu que a Recopa Intercontinental e a Supercopa Sul-Americana dos Campeões passariam a contar pontos no ranking da entidade.
Não guarda relações diretas com a atual Recopa Sul-Americana, outra competição da CONMEBOL. Nem com a Supercopa Sul-Americana, competição dos anos 80 e 90, jogada entre os campeões da Copa Libertadores.
Apenas sul-americanos jogaram a Recopa Intercontinental de 1969, tendo o Peñarol se sagrado campeão. O Estudiantes foi agregado.
Na temporada 1969, o Santos ficou em quarto e último lugar.

## Participantes
| Peñarol | (Montevidéu) |  | Campeão da Taça Intercontinental de 1961 e 1966 |
| Racing  | (Avellaneda) |  | Campeão da Taça Intercontinental de 1967        |
| Santos  | (Santos)     |  | Campeão da Taça Intercontinental de 1962 e 1963 |

## Jogos
Turno
| 13 de novembro de 1968 | Peñarol                                     | 3 – 0 | Racing | Centenario, Montevidéu (Uruguai) |
|                        | Pedro Rocha 38' · Spencer 58' · Carrera 84' |       |        | Árbitro: Romualdo Arppi Filho    |

| 19 de novembro de 1968 | Santos             | 2 – 0 | Racing | Palestra Itália, São Paulo (SP) |
|                        | Pelé 35' · Edu 57' |       |        | Árbitro: Esteban Marino         |

| 21 de novembro de 1968 | Santos        | 1 – 0 | Peñarol | Maracanã, Rio de Janeiro (RJ)              |
|                        | Clodoaldo 68' |       |         | Público: 20,858 Árbitro: Aurelio Bossolino |

Returno
| 16 de abril de 1969 | Racing           | 2 – 3 | Santos                                    | Juan Domingo Perón, Avellaneda (Argentina) |
|                     | Da Silva 10' 87' |       | Toninho Guerreiro 47' 52' · Negreiros 88' | Árbitro: Armando Pena Rocha                |

| 19 de abril de 1969 | Peñarol                                        | 3 – 0 | Santos | Centenario, Montevidéu (Uruguai)        |
|                     | Ramos Delgado ?' (C) · Pedro Rocha 56' 70' (P) |       |        | Público: 13,382 Árbitro: Guillermo Nimo |

| 22 de maio de 1969 | Racing       | 1 – 1 | Peñarol        | Juan Domingo Perón, Avellaneda (Argentina) |
|                    | Da Silva 44' |       | Basile 12' (C) | Árbitro: Arnaldo César Coelho              |

## Classificação
| Time    | Pts | J | V | E | D | GP | GC | SG  |
| ------- | --- | - | - | - | - | -- | -- | --- |
| Santos  | 6   | 4 | 3 | 0 | 1 | 6  | 5  | 1   |
| Peñarol | 5   | 4 | 2 | 1 | 1 | 7  | 2  | 5   |
| Racing  | 1   | 4 | 0 | 1 | 3 | 3  | 9  | - 6 |

## Premiação
| Supercopa Sul-Americana dos Campeões Intercontinetais de 1968 |
| ------------------------------------------------------------- |
| Santos Campeão (1º título)                                    |